# Chaves County
Chaves County ist ein County im Bundesstaat New Mexico der Vereinigten Staaten. Das County hat 65.645 Einwohner und eine Fläche von 15.734 Quadratkilometern. Der Verwaltungssitz (County Seat) und gleichzeitig größte Stadt des Countys ist Roswell. Das County wurde nach dem Politiker José Francisco Chaves benannt.

## Geographie
Die wichtigsten Flüsse des County sind der Rio Hondo und der Pecos River. Das County hat eine Fläche von 15.734 Quadratkilometern; davon sind 11 Quadratkilometer (0,07 Prozent) Wasserflächen. Das County grenzt in New Mexico im Uhrzeigersinn an die Countys: De Baca County, Roosevelt County, Lea County, Eddy County, Otero County und Lincoln County.

## Geschichte
19 Bauwerke und Stätten des Countys sind insgesamt im National Register of Historic Places eingetragen (Stand 16. Februar 2018).

## Demografische Daten

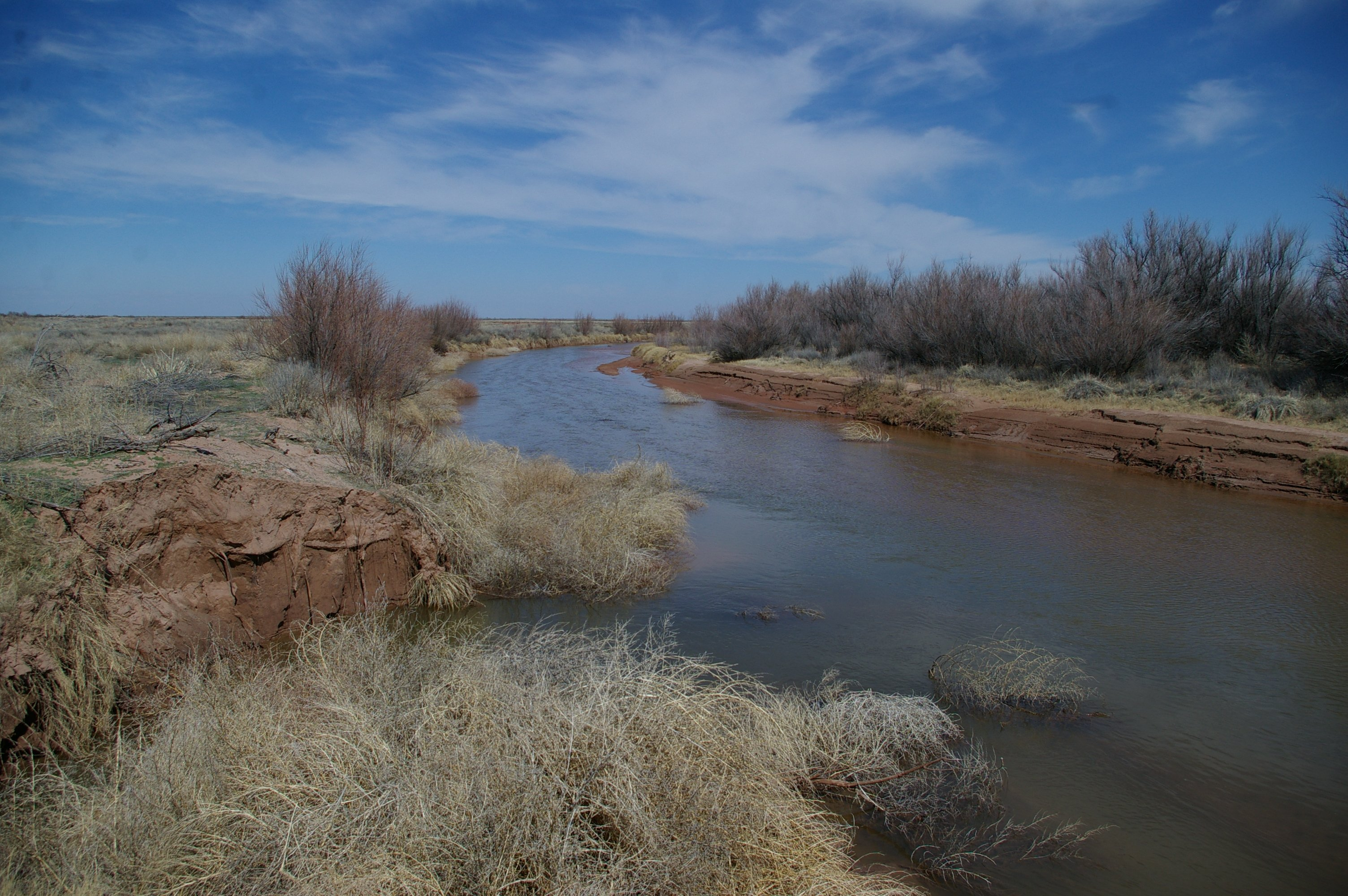
Der Pecos River im Bitter Lake National Wildlife Refuge

Nach der Volkszählung im Jahr 2000 lebten im County 61.382 Menschen. Es gab 22.561 Haushalte und 16.085 Familien. Die Bevölkerungsdichte betrug 4 Einwohner pro Quadratkilometer. Ethnisch betrachtet setzte sich die Bevölkerung zusammen aus 71,95 % Weißen, 1,97 % Afroamerikanern, 1,13 % amerikanischen Ureinwohnern, 0,53 % Asiaten, 0,06 % Bewohnern aus dem pazifischen Inselraum und 21,25 % aus anderen ethnischen Gruppen; 3,12 % stammten von zwei oder mehr ethnischen Gruppen ab. 43,83 % der Bevölkerung waren spanischer oder lateinamerikanischer Abstammung.
Von den 22.561 Haushalten hatten 35,60 % Kinder und Jugendliche unter 18 Jahre, die bei ihnen lebten. 52,70 % waren verheiratete, zusammenlebende Paare, 13,70 % waren allein erziehende Mütter. 28,70 % waren keine Familien. 24,80 % waren Singlehaushalte und in 11,60 % lebten Menschen im Alter von 65 Jahren oder darüber. Die Durchschnittshaushaltsgröße betrug 2,66 und die durchschnittliche Familiengröße lag bei 3,17 Personen.
Auf das gesamte County bezogen setzte sich die Bevölkerung zusammen aus 29,10 % Einwohnern unter 18 Jahren, 9,40 % zwischen 18 und 24 Jahren, 25,30 % zwischen 25 und 44 Jahren, 21,50 % zwischen 45 und 64 Jahren und 14,70 % waren 65 Jahre alt oder darüber. Das Durchschnittsalter betrug 35 Jahre. Auf 100 weibliche Personen kamen 95,90 männliche Personen, auf 100 Frauen im Alter ab 18 Jahren kamen statistisch 91,60 Männer.

Das jährliche Durchschnittseinkommen eines Haushalts betrug 28.513 USD, das Durchschnittseinkommen der Familien betrug 32.532 USD. Männer hatten ein Durchschnittseinkommen von 26.896 USD, Frauen 21.205 USD. Das Prokopfeinkommen betrug 14.990 USD. 21,30 % der Bevölkerung und 17,60 % der Familien lebten unterhalb der Armutsgrenze. 29,10 % davon waren unter 18 Jahre und 13,90 % waren 65 Jahre oder älter.

## Orte im Chaves County
Im Chaves County liegen vier Gemeinden, davon eine City und drei Towns. Zu Statistikzwecken führt das U.S. Census Bureau einen Census-designated place, der dem County unterstellt ist und keine Selbstverwaltung besitzt. Dieser ist wie die Unincorporated Communities gemeindefreies Gebiet.
City
| - Roswell |

Towns
| - Dexter - Hagerman - Lake Arthur |

Census-designated place (CDP)
| - Midway |

andere Unincorporated Communities
| - Dunken - Elk - Elkins | - Greenfield - Mesa |